# 辛安亭
辛安亭（1904年—1988年12月28日），字适然，男，山西离石人，中华人民共和国政治人物、教育家、出版家。

## 生平
1904年出生在山西离石县田家会镇沙会则村，1935年毕业于北京大学历史系，1935年9月至1937年12月，任太原师范学院、运城师范学院教师。1938年前往延安。担任人民教育出版社副社长兼副总编辑。1954年，当选第一届全国人民代表大会代表。
1988年12月28日，因病逝世，享年84岁。